# 블러즈

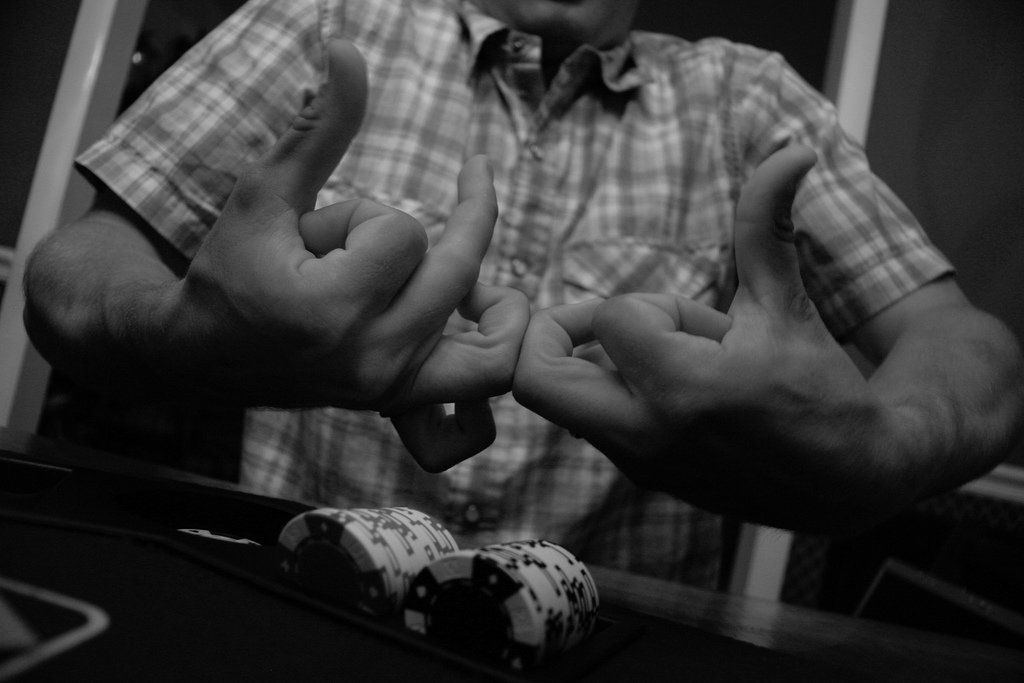
블러즈의 독특한 갱 사인

블러즈(The Bloods)는 1972년 창설된 주로 아프리카계 미국인으로 구성된 로스앤젤레스의 갱이다. 이들은 크립스(Crips)와의 경쟁 관계로 유명하다. 특징으로는 붉은색 옷을 착용하는 것과, 독특한 갱 상징을 포함한 특정 갱 사인을 사용하는 것이다.
블러즈는 다양한 하위 그룹인 "세트"로 구성되어 있으며, 이들 사이에는 색상, 의류, 운영 방식, 정치적 이념 등 상당한 차이가 존재하며 서로 상반될 수 있다. 갱 창설 이후 미국 전역으로 확장되었다.

## 역사
블러즈 갱은 원래 로스앤젤레스에서 크립스의 영향력에 대항하기 위해 결성되었다. 경쟁 관계는 1960년대 후반에 레이먼드 워싱턴과 다른 크립스 단원이 캘리포니아주 콤프턴의 센테니얼 고등학교 학생인 실베스터 스콧과 벤슨 오웬스를 공격하면서 시작되었다. 그 결과, 스콧은 첫 번째 "블러즈" 갱인 파이루 스트리트 보이스를 결성했다. 오웬스는 나중에 웨스트 파이루 갱을 설립했다. 블러즈는 처음에 크립스로부터 구성원을 보호하기 위해 형성되었다. 많은 비크립스 갱들이 서로를 "blood"라고 불렀다. 1972년 3월 21일, 윌슨 피켓과 커티스 메이필드가 참여한 콘서트 직후, 크립스 소속의 20명의 청소년들이 할리우드 팰러디움 밖에서 로버트 발루 주니어를 공격하고 강탈했다. 발루는 가죽 재킷을 주지 않아 폭행당해 사망했다. 범죄에 대한 선정적인 언론 보도와 크립스의 지속적인 폭행은 그들의 악명을 높였다. 이 시기에 형성된 여러 비크립스 갱들은 크립스에게 대항할 수 없었고, 증가하는 크립스의 공격에 대해 우려했다. 파이루스, 블랙 피 스톤즈, 아테네스 파크 보이스 및 크립스와 동맹을 맺지 않은 다른 갱들은 종종 크립스와 충돌했다. 1972년 6월 5일, 발루 살해 3개월 후, 프레드릭 "릴 컨트리" 가렛이 웨스트사이드 크립스에 의해 살해당했다. 이는 다른 갱단원에 대한 첫 번째 크립스 살해였으며, 비크립스 갱들이 서로 동맹을 맺도록 동기를 부여했다. 브림즈는 1972년 8월 4일 오리지널 웨스트사이드 크립스인 토마스 엘리스를 살해함으로써 반격했다. 1972년 후반, 파이루스는 크립스의 증가하는 압력과 위협에 대해 논의하기 위해 이웃에서 회의를 열었다. 크립스에게 피해를 입었다고 느낀 여러 갱들은 파이루스와 합류하여 비크립스 이웃의 새로운 연합을 만들었다. 이 동맹이 블러즈가 되었다. 따라서 파이루스는 블러즈의 창립자로 간주된다.
1978년까지 15개의 블러즈 세트가 있었다. 크립스는 여전히 블러즈보다 3 대 1로 많았다. 그들의 힘을 주장하기 위해 블러즈는 점점 더 폭력적으로 변했다. 1980년대 동안 블러즈는 로스앤젤레스에서 크랙 코카인을 유통하기 시작했다. 블러즈 회원 수는 곧 급격히 증가했으며, 그들이 활동하는 주의 수도 증가했다. 이러한 증가는 주로 크랙 코카인 유통으로 인한 이익에 의해 주도되었다. 엄청난 이익으로 인해 회원들은 다른 도시와 주로 이주할 수 있었다.

### 유나이티드 블러드 네이션
"블러즈"는 웨스트 코스트 블러즈와 유나이티드 블러드 네이션 (UBN, 이스트 코스트 블러즈라고도 함)을 지칭하는 보편적인 용어이다. 이 두 그룹은 전통적으로 구별되지만 둘 다 스스로를 "블러즈"라고 부른다. UBN은 1993년 라이커스 섬의 조지 모찬 구금 센터(GMDC)에서 아프리카계 미국인 갱 단원을 표적으로 삼는 라틴 킹스와 녜타스로부터 보호를 형성하기 위해 시작되었다. UBN은 주로 아프리카계 미국인 거리 갱들의 느슨한 연합이다. 감옥에서 풀려난 UBN 지도자들은 뉴욕 이웃으로 돌아가 블러즈 이름을 유지하고 회원을 모집하기 시작했다. UBN은 미국 동부에 7,000명에서 15,000명의 회원을 보유하고 있다. 크랙 코카인 유통 및 교도소 내 마약 밀수 등 다양한 범죄 활동을 통해 수입을 얻는다.

## 회원 자격
블러즈는 "세트"로 알려진 소규모 거리 갱들의 느슨하게 조직된 연합으로, 공통된 갱 문화를 공유한다.
블러즈 회원들은 일반적으로 자신을 CKs (Crip Killer), MOBs (Member of Bloods), dawgs, 또는 ballers (마약 밀매업자)라고 부른다. 이 갱은 123개 도시와 33개 미국 주에서 약 15,000명에서 20,000명의 회원을 보유하고 있으며, 주로 미국 서부와 오대호 지역, 미국 남동부에서 활동한다. 블러즈를 포함한 갱들은 미국 및 해외 기지에서 미국 군대에서 문서화되었다. 블러즈 세트는 캐나다의 몬트리올과 토론토에서도 활동한다.

## 식별

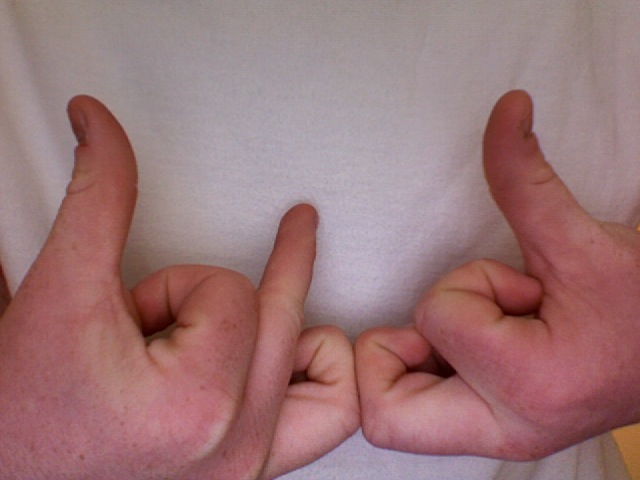
블러즈의 갱 상징, "blood"라고 읽는 사인

블러즈 회원들은 색상, 의류, 상징, 문신, 보석, 그래피티, 언어 및 손짓 등 다양한 식별 표시를 통해 자신을 식별한다. 블러즈의 갱 색상은 빨간색이다. 그들은 갱 색상을 보여주는 재킷을 포함한 스포츠 의류를 즐겨 입는다. 가장 흔하게 사용되는 블러즈 상징은 숫자 "5", 다섯 개의 별, 그리고 다섯 개의 왕관이다. 이러한 상징은 블러즈가 연방 및 주 교도소에서 동맹 회원들을 보호하기 위해 만들어진 대규모 동맹인 피플 네이션과의 연관성을 보여주기 위한 것이다. 이러한 상징은 갱 회원들이 착용하는 문신, 보석, 의류뿐만 아니라 블러즈가 자신의 영토를 표시하는 갱 그래피티에서도 볼 수 있다. 이러한 그래피티에는 갱 이름, 별명, 충성 선언, 라이벌 갱에 대한 위협 또는 갱이 관련된 범죄 행위에 대한 설명이 포함될 수 있다.
블러즈 그래피티에는 라이벌 갱 상징(특히 크립스의 상징)을 거꾸로 그린 것이 포함될 수 있다. 이것은 라이벌 그룹과 그 상징에 대한 모욕을 의미한다. 블러즈 회원들은 또한 독특한 속어를 사용한다. 그들은 "Blood"라는 단어를 사용하여 서로 인사하며, "C" 문자가 포함된 단어는 종종 피한다. 블러즈는 손짓을 사용하여 서로 소통한다. 손짓은 수화 문자 "B"와 같은 단일 동작이거나, 더 복잡한 구문을 위해 한 손 또는 양손을 사용하는 일련의 동작일 수 있다. 유나이티드 블러드 네이션(UBN) 또는 이스트 코스트 블러즈 신입 회원들은 종종 오른팔 어깨에 담배로 태워 만든 점 세 개로 표현되는 개 발 자국을 받는다. 다른 UBN 상징에는 불독과 황소가 포함된다.

## 세트
블러즈 갱은 "세트"로 알려진 개별 지부의 네트워크이다. 이 세트는 종종 느슨하게 연결되어 있으며, 자체 지도자를 가지고 독립적으로 운영된다.
- 블랙 피 스톤즈
- 바운티 헌터 와츠 블러즈
- 크렌쇼 마피아 갱스터 블러즈
- 딕슨 블러즈
- 파이루스
  - 몹 파이루
  - 프루트 타운 파이루
  - 엘름 스트리트 파이루
  - 트리 탑 파이루
  - 시더 블록 파이루
- 유나이티드 블러드 네이션
  - 나인 트레이 갱스터즈
  - 섹스 머니 머더

## 더 읽어보기
- Yusuf Jah, Sister Shah'keyah, UPRISING : Crips and Bloods Tell the Story of America's Youth In The Crossfire, ISBN 0-684-80460-3
- Bing, Leon,  Do or Die: For the First Time, Members of L.A.'s Most Notorious Teenage Gangs - The Crips and Bloods - Speak for Themselves.   ISBN 978-1-4930-0760-8
- Deutsch, Kevin, The Triangle : A Year on the Ground with New York's Bloods and Crips, ISBN 0060163267
- Kriegel, Mark (1997년 10월 13일). “Gangstas launch blood feud crew's superior warns wanna-bes”. 《NY Daily News》. 2015년 1월 14일에 확인함.
- East Orange police raid apartment building as part of crackdown on Bloods set, authorities say. Nj.com. Accessed April 4, 2015.
- East Orange crime crackdown leads to nearly 60 arrests. Nj.com. Accessed April 4, 2015.